# 海老名市立社家小学校
海老名市立社家小学校（えびなしりつ しゃけしょうがっこう）は、神奈川県海老名市社家にある市立小学校。

## 沿革
出典
- 1886年5月 - 上河内学校社家分校として開設
- 1892年5月5日 - 有馬尋常高等小学校社家分校となる
- 1923年9月1日 - 関東大震災で校舎倒壊・焼失
- 1924年12月15日 - 校舎新築
- 1941年4月1日 - 有馬村有馬国民学校社家分校と改称
- 1947年4月1日 - 有馬村立有馬小学校社家分校と改称
- 1955年7月20日 - 町村合併により海老名町立有馬小学校社家分校となる
- 1971年11月1日 - 市制施行により海老名市立有馬小学校社家分校となる
- 1977年
  - 3月30日 - 分離に向けた校舎の起工式
  - 12月10日 - 1-3年生が新校舎へ移る
  - 12月14日 - 校舎落成式
- 1978年
  - 4月1日 - 海老名市立社家小学校として分離し開校
  - 4月4日 - 開校式、有馬小学校でお別れ式
  - 8月 - 校章・校旗制定
  - 10月 - 校歌制定
  - 12月25日 - 体育館完成
- 1979年2月14日 - 開校記念式典挙行
- 1980年7月15日 - プール完成
- 1996年3月 - 新校舎完成
- 2011年8月 - 校舎外壁塗装
- 2012年1月 - プール解体工事跡地芝生植え

## 教育方針
出典
心身ともに健康で、心豊かな子の育成をめざす
1. 自ら学ぶ子
2. 思いやりのある子
3. 礼儀正しい子
4. たくましい子

## 通学区域
出典
- 海老名市
  - 今里
  - 社家
  - 上河内33～99・127～210
  - 中河内9～96・351～408・510～576・636～700・704～710・722～725・727～728・730～794

## 進学中学校
出典
- 海老名市
  - 海老名市立有馬中学校

## 交通
- 北緯35度25分13秒 東経139度22分52.5秒 / 北緯35.42028度 東経139.381250度
- 伊勢原［北東］ - 地理院地図
- 海老名市立 社家小学校 - Google マップ

- JR相模線社家駅より徒歩6分

## 周辺施設
- 社家駅
- 海老名運動公園
- 相模大堰
- 東名高速道路海老名ジャンクション
- 海老名市消防本部南分署
- コカコーラグラウンド